# فيلي فريزر
فيلي فريزر (بالإنجليزية: Willie Fraser)‏ (24 فبراير 1929 بملبورن في أستراليا - 7 مارس 1996 بكيركالدي في المملكة المتحدة) هو لاعب كرة قدم بريطاني في مركز حراسة المرمى. شارك مع منتخب اسكتلندا لكرة القدم. أما مع النوادي، فقد لعب مع نادي سندرلاند ونوتينغهام فورست ونادي أردريونيانز ونادي لانارك الثالث ونادي  شيلدز الشمالية ‏.

## وصلات خارجية
- فيلي فريزر على موقع قاعدة بيانات كرة القدم.إي يو (الإنجليزية)